# 萊利公園
萊利公園是加拿大卑詩省溫哥華的一個社區，南接41街，北接16街，西接甘比街，東接菲沙街。該社區的主要商業街是緬街。

## 公園
小山（Little Mountain）是該處一個採石場的舊稱，位於現在的女皇公園。公園內的採石場花園是溫哥華最受歡迎的地方之一。女皇公園設有小型哥爾夫球場及飛盤哥爾夫球場，亦有「園中四季」餐廳（Seasons In The Park）。
山巒公園是該社區東北部的一個公園，山巒社區中心位於公園內。公園內設有水上運動中心、健身中心、溜冰場、健身房、室內單車、多功能室、遊戲室、舞蹈室、遊樂場、兒童保育中心及藍鸚鵡咖啡廳。